# Сицилійська історія привидів
«Сицилійська історія привидів» (англ. Sicilian Ghost Story) — копродукційний фільм-драма 2017 року, поставлений режисерами Фабіо Грассадонією та Антоніо П'яцца. Стрічка брала участь у програмі секції Міжнародний тиждень критиків на 70-му Каннському міжнародному кінофестивалі (2017). 2018 року фільм був номінований у 4-х категоріях на здобуття нагород італійської національної кінопремії «Давид ді Донателло», та був відзначений нагородою за найкращий адаптований сценарій.

## Сюжет
У маленькому сицилійському селі на краю лісу зникає тринадцятирічний Джузеппе. Закохана в нього однокласниця Луна відмовляється прийняти це таємниче зникнення. Дівчинка повстає проти мовчазного співчуття оточуючих і вирушає на пошуки Джузеппе.

## У ролях
| • Юлія Єдліковска     | … | Луна            |
| • Гаєтано Фернандес   | … | Джузеппе        |
| • Корінна Мусалларі   | … | Лоредана        |
| • Вінченцо Амато      | … | батько Луни     |
| • Андреа Фальцоне     | … | Ніно            |
| • Федеріко Фінокчіаро | … | Калоджеро       |
| • Лоренсо Курчо       | … | Маріано         |
| • Сабіна Тімотео      | … | мати Луни       |
| • Філіппо Луна        | … | У'Нану          |
| • Розаріо Терранова   | … | Сканнакрістіані |

## Знімальна група
- Автори сценарію — Фабіо Грассадонія, Антоніо П'яцца
- Режисери-постановники — Фабіо Грассадонія, Антоніо П'яцца
- Продюсери — Франческа Чіма, Массімо Крістальді, Нікола Джуліано
- Лінійний продюсер — Франческо Тато
- Оператор — Лука Біґацці
- Композитори — Soap&Skin, Антон Шпільман
- Монтаж — Крістіано Траваньйолі
- Художник-постановник — Марко Дентічі
- Художник з костюмів — Антонелла Каннароцці
- Звук — Гійом Ск'яма

## Нагороди та номінації
| Список нагород та номінацій | Список нагород та номінацій | Список нагород та номінацій                             | Список нагород та номінацій       | Список нагород та номінацій | Список нагород та номінацій |
| Кінопремія                  | Дата церемонії              | Категорія                                               | Номінант(и)                       | Результат                   | Дж                          |
| --------------------------- | --------------------------- | ------------------------------------------------------- | --------------------------------- | --------------------------- | --------------------------- |
| Кінофестиваль «Санденс»     | 2016                        | Нагорода Mahindra Global Filmmaking Інституту «Санденс» | Фабіо Грассадонія, Антоніо П'яцца | Перемога                    |                             |
| Премія «Давид ді Донателло» | 21.03.2018                  | Найкращий адаптований сценарій                          | Фабіо Грассадонія, Антоніо П'яцца | Перемога                    | [ 5 ] [ 6 ]                 |
| Премія «Давид ді Донателло» | 21.03.2018                  | Найкращий оператор                                      | Лука Біґацці                      | Номінація                   | [ 5 ] [ 6 ]                 |
| Премія «Давид ді Донателло» | 21.03.2018                  | Найкраща оригінальна пісня                              | Italy                             | Номінація                   | [ 5 ] [ 6 ]                 |
| Премія «Давид ді Донателло» | 21.03.2018                  | «Молодіжний Давид»                                      | Сицилійська історія привидів      | Номінація                   | [ 5 ] [ 6 ]                 |